# Convento de la Ascensión Florovsky
El Convento de la Ascensión Florovsky (en ucraniano: Свято-Вознесенський Флорівський монастир, literalmente "Santo Monasterio de la Ascensión Florovsky") se localiza en el barrio de Podil de la ciudad de Kiev, es más conocido como el Monasterio Florivsky o Florovsky (en ruso: Флоровский монастырь), se originó en el siglo XVI como una iglesia de madera de los santos Floro y Laurus. Sus edificios ocupan las laderas de la llamada Zamkova Hora.
El convento fue ampliado en gran medida en el momento de la Gran Guerra del Norte, cuando Pedro el Grande ordenó la demolición del antiguo Convento de la Ascensión en la colina Pechersk, con el objetivo de construir un puesto de arsenales allí. Cuando estaba la madre de Iván Mazepa, el convento viejo había acumulado muchos bienes. Sus riquezas y las monjas se trasladaron al convento Florovsky.